# Майка

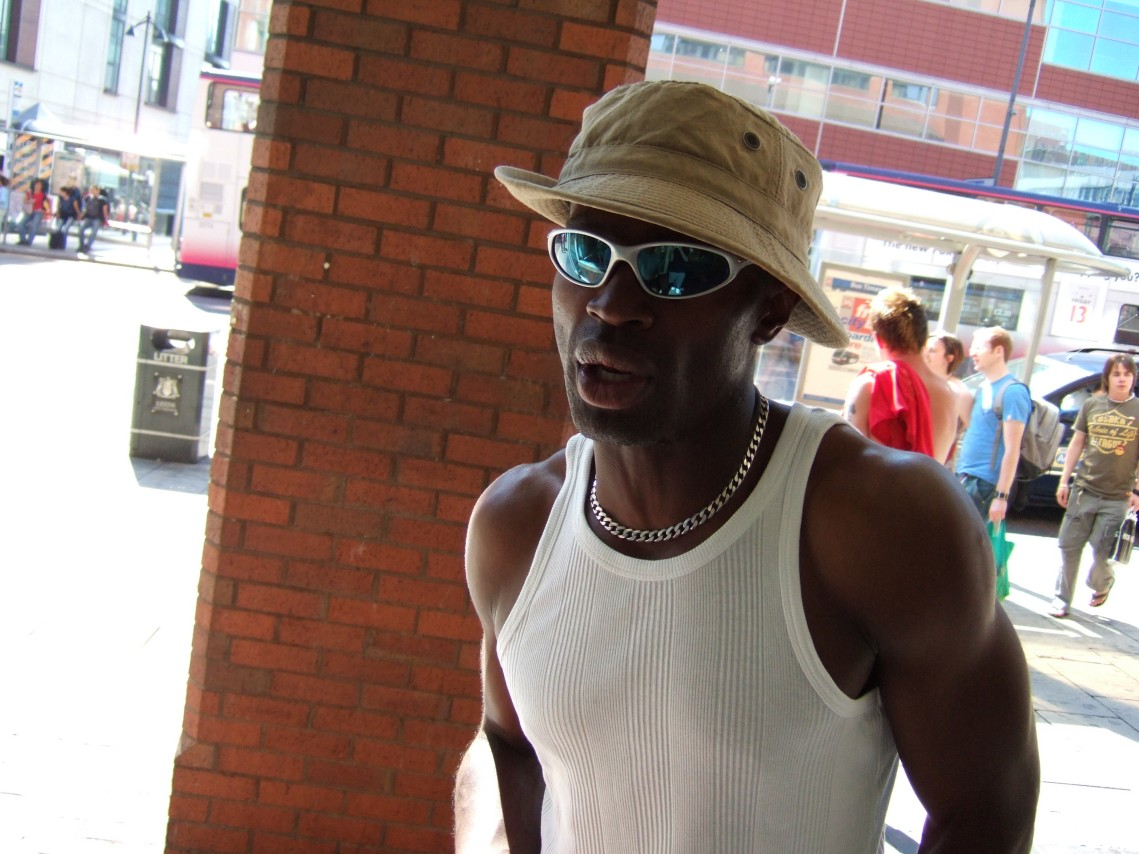
Мужчина в майке

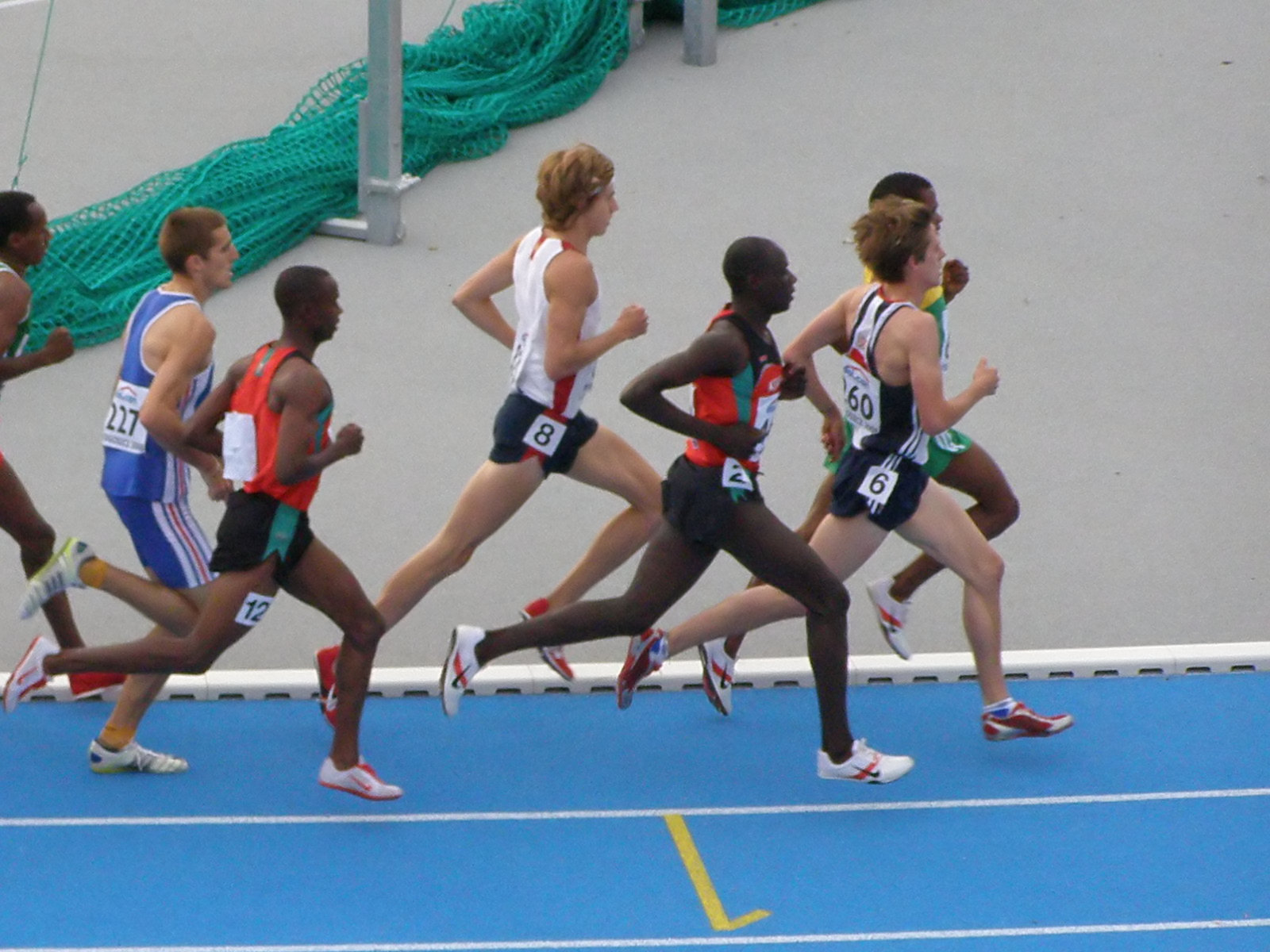
Легкоатлеты (бег на 1500 м) в цветных майках с плечевым срезом

Ма́йка — предмет одежды. Относится к нательному белью и, в основном, носится под рубашкой. Классическая майка, как правило, сделана из тонкого белого хлопка, покрывает только туловище, не имеет рукавов и имеет довольно глубокий вырез под шеей, тем самым немного напоминает своей формой большую букву А, за что в англоязычных странах называют часто A-shirt, в отличие от T-shirt. Иногда майки шьют не из цельной хлопчатобумажной ткани, а, например, из сетки с довольно крупными ячейками. Есть также футболки с длинным рукавом, для носки под рубашку для защиты от холода.
Иногда, особенно в летние месяцы, майка может быть использована как единственная верхняя часть гардероба. Такие майки могут быть белыми, цветными или разноцветными.
Майка также часто используется в качестве элемента спортивного костюма, особенно у легкоатлетов. В таком случае майка может быть сделана из специальных материалов и быть разноцветной, а также быть национальных цветов страны, которую представляет спортсмен.
Одним из видов майки является боксёрская майка (боксёрка), которая отличается от обычной майки характерными углублениями на спине в районе лопаток.
Майка с длинными рукавами, в отличие от свитера, отличается лишь свойствами применяемого материала.

## Этимология
Происхождение слова «майка» неясное: 1) от май («май»); 2) от итал. maglia, фр. maillot («майка», образованное от фамилии трикотажников Парижской оперы Maillot) 3) от нидерл. maat («матрос») — оттуда также образовано нидерл. maatje («матросские штаны»); ни одна из версий не признана убедительной.